# Thorvald Rygaard
Thorvald Frank Rygaard, född 17 april 1871 i Sakskøbing, Danmark, död 3 januari 1939 i Norrköping, var en dansk-svensk målare och gallerist. 
Rygaard drev under flera år ett galleri och konsthandel i Stockholm. Vid sidan av detta var han verksam som konstnär och målade landskapsmotiv från svenska och norska fjälltrakter. Rygaard är begravd på Norra begravningsplatsen i Norrköping.